# Blagodat
Blagodat (en rus: Благодать) és un poble d'Udmúrtia, a Rússia, el 2008 tenia 20 habitants. Pertany al raion d'Alnaixi.